# Pico Viejo
Il Pico Viejo è un vulcano che si trova sull'isola di Tenerife, nell'arcipelago delle Canarie (Spagna, Oceano atlantico, Africa).
Con i suoi 3.129 m sul livello del mare è la seconda vetta più alta di Tenerife.
Fa parte del parco nazionale del Teide, patrimonio mondiale dell’UNESCO.

## Geografia

### Cueva del Viento
Sotto il Pico Viejo si trova la Cueva del Viento, il tubo vulcanico più grande d’Europa, con una lunghezza di 18,5 Km attraversa le colate laviche del Pico Viejo di più di 27000 anni. I musei di Tenerife l’hanno aperta nel 2008 e si trova nella valle di Icod de Los Vinos.

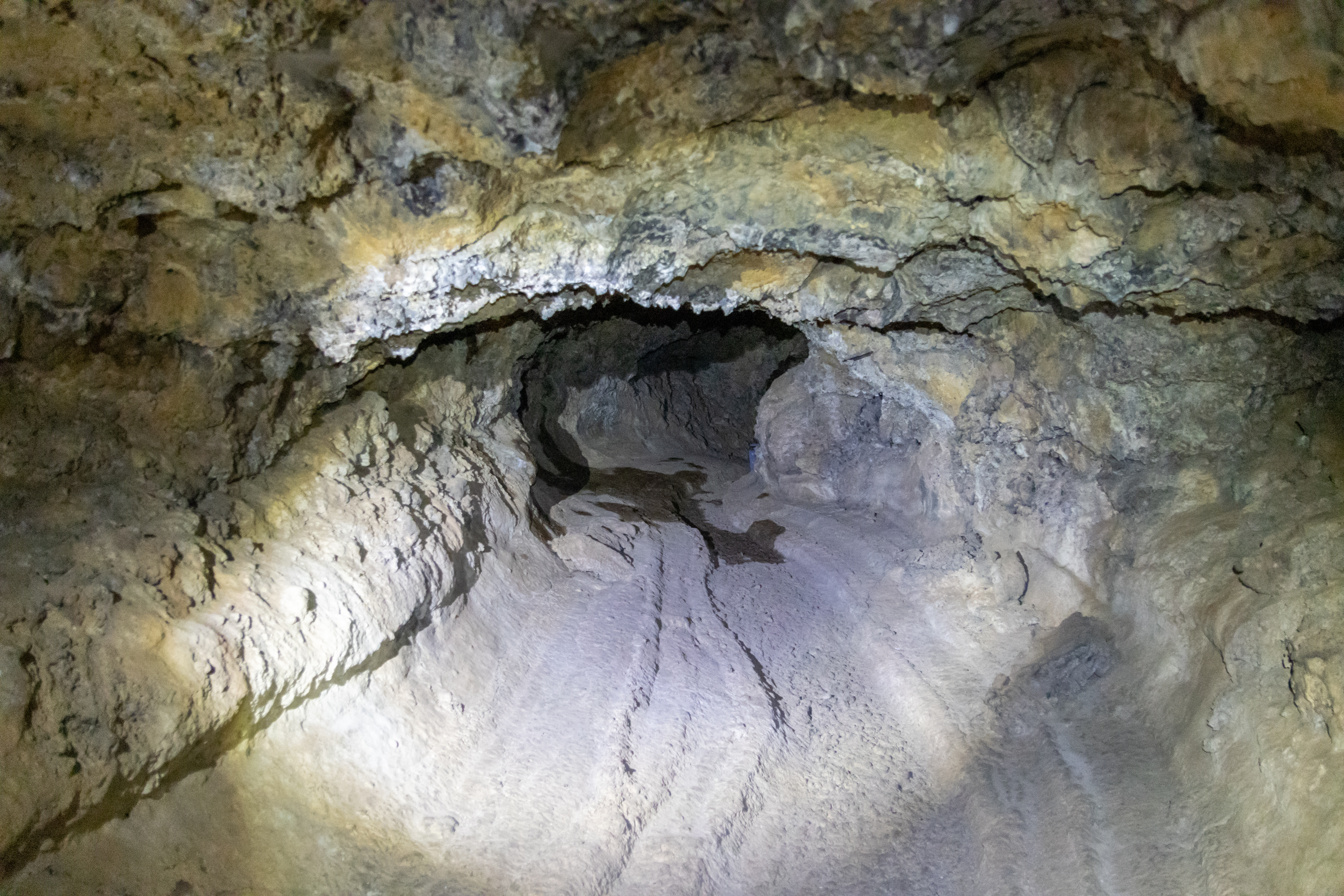
Tunnel della cueva del viento

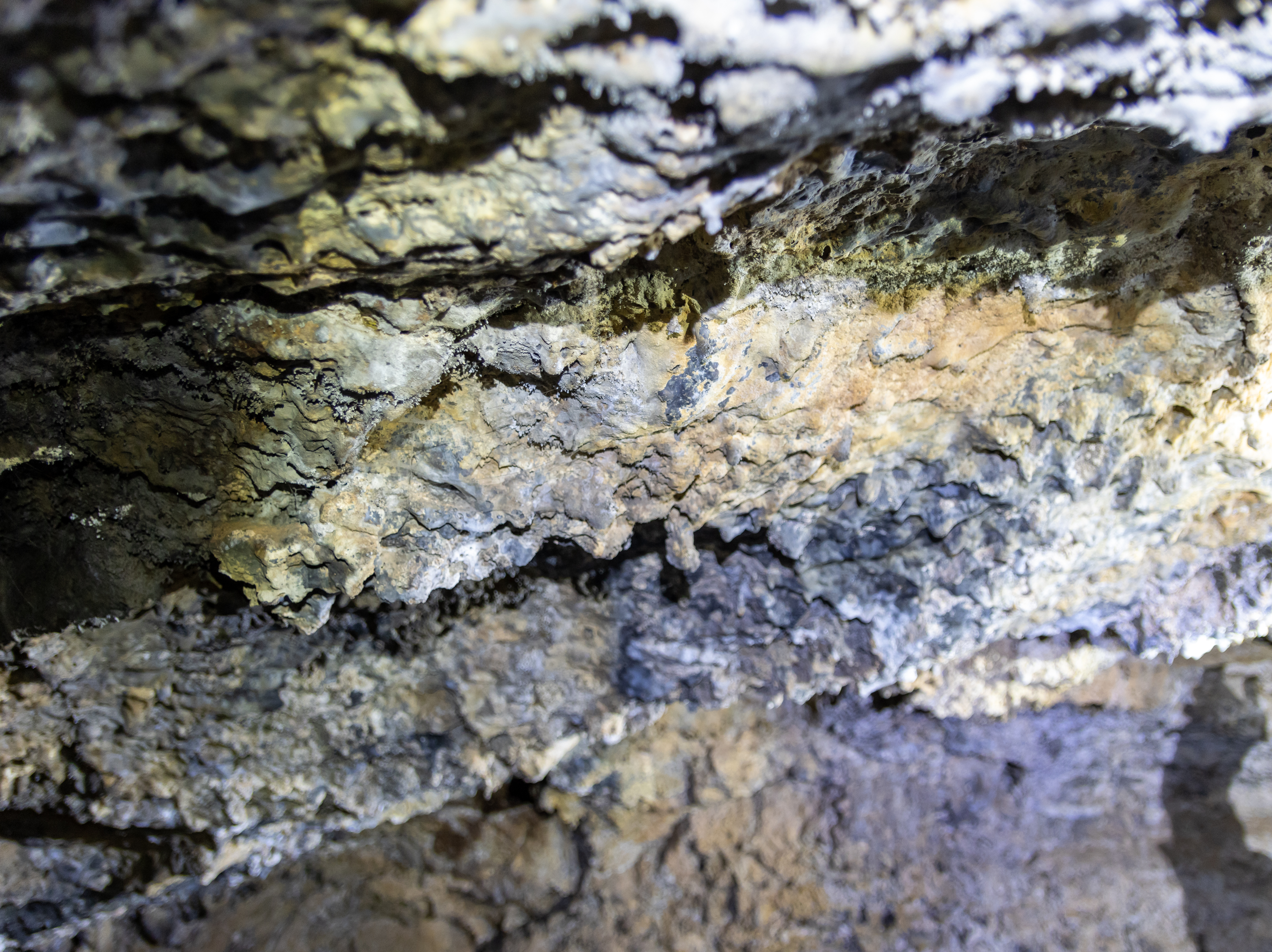
Le colate laviche del Pico Viejo presenti nella Cueva del Viento e risalenti a 27000 anni fa

### Cratere
il cratere del Pico Viejo ha un diametro di 1 km e una profondità di 250 metri.

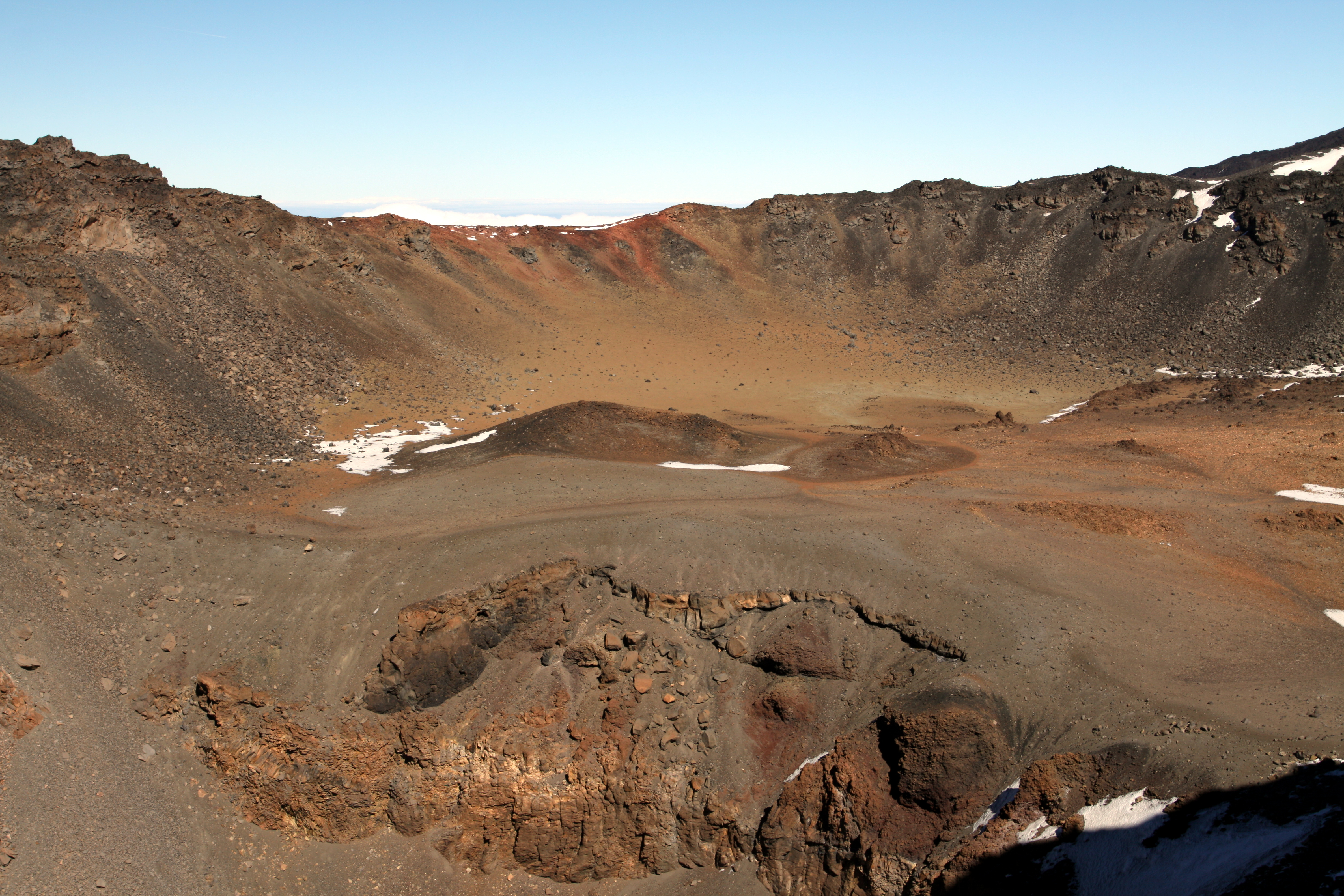
Cratere del Pico Viejo

## Storia
L'ultima eruzione del Pico Viejo è avvenuta dal 9 giugno all’otto settembre del 1798, il che la rese l’eruzione più lunga al mondo mai registrata.

## Cultura di massa
Il Pico Viejo è rappresentato in un dipinto assieme al Teide e al Roque Cinchado in un locale di Puerto Santiago (Santiago del Teide, Tenerife).